# Marianerfrugtdue
Marianerfrugtdue (latin: Ptilinopus roseicapilla) er en dueart, der lever i øgruppen Marianerne i det nordvestlige Stillehav.